# Michele Coltellini

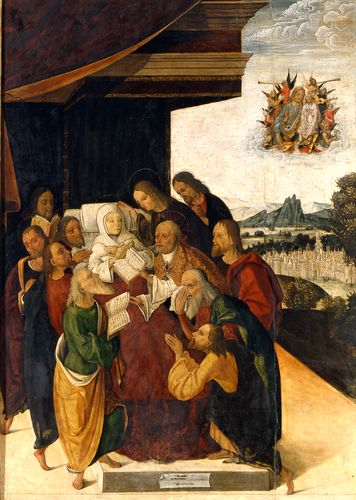
Morte della Vergine, 1502, ora alla Pinacoteca nazionale di Bologna.

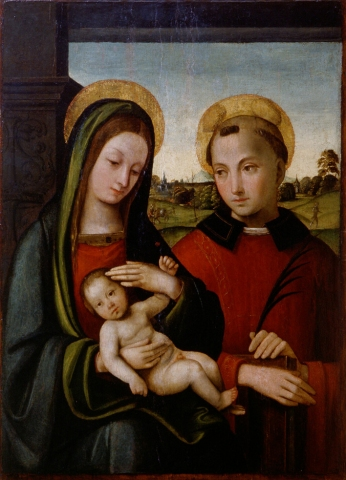
Vergine con bambino e Santo Stefano

Michele di Luca dei Coltellini (1480 circa – 1542) è stato un pittore italiano attivo principalmente a Ferrara.

## Biografia
Era un seguace di Domenico Panetti e Benvenuto Tisi da Garofalo, che visse nel XVI secolo. Dipinse un Cristo morto sul grembo della Vergine ora nella Gemäldegalerie Alte Meister di Dresda, precedentemente assegnato a Francesco Squarcione.
Il suo dipinto primo dipinto noto è una tavola firmato e datato 1502 e rappresentante la morte della Vergine situato in origine nella chiesa di san Paolo attualmente è conservato presso la Pinacoteca nazionale di Bologna. Nella tavola in questione troviamo richiami alla bottega di Ercole da Ferrara e a Mantegna. Dello stesso periodo troviamo un santa Lucia e santa Apollonia martiri in collezione Barbi Cinti a Ferrara, una Presentazione al Tempio della raccolta Morelli dell'Accademia di Carrara a Bergamo e un Redentore fra quattro santi del Kaiser-Friedrich Museum di Berlino del 1503.
Gli accostamenti al Costa presenti in quest'ultima tavola fanno supporre che l'artista si fosse spostato a Bologna
Nella chiesa di Sant'Andrea, a Ferrara, si trovava una Vergine con Bambino tra i Santi Michele, Caterina, Giovanni e Gerolamo, firmata e datata 1506, ora conservata al Walters Art Museum di Baltimora.
Gli storici ferraresi menzionano due tavole del 1517 presenti sempre nella chiesa di Sant'Andrea ad oggi non più esistenti.
Nella Pinacoteca nazionale di Ferrara si trova una Madonna con Bambino e Santi, firmata e datata 1542.